# Tom MacArthur
Thomas Charles MacArthur, detto Tom (Hebron, 16 ottobre 1960), è un politico statunitense, membro della Camera dei Rappresentanti per lo stato del New Jersey.

## Biografia
Nato nel Connecticut, MacArthur lavorò come assicuratore per molti anni.
Entrato in politica con il Partito Repubblicano, nel 2011 venne eletto nel consiglio comunale di Randolph e due anni dopo divenne sindaco.
Nel 2014, quando il deputato Jon Runyan annunciò il suo ritiro dalla Camera dei Rappresentanti, MacArthur si candidò per il suo seggio e nelle elezioni riuscì a sconfiggere con ampio margine l'avversaria democratica.
Sposato, ha avuto tre figli, una dei quali deceduta nel 1996 all'età di undici anni.